# Multi-Man Publishing
Multi-Man Publishing, LLC (conocida como "MMP"), es una empresa fundada en 1994 con base en Maryland, que publica wargames, entre los cuales se encuentran Advanced Squad Leader y la serie de juegos Operational Combat Series entre otros.

## Historia
Multi-Man Publishing fue fundada en 1994 por cuatro probadores de juegos de Avalon Hill y un diseñador gráfico. En ese año, Avalon Hill tomó la decisión de que su juego ASL no tenía futuro y MMP buscó mantenerlo con vida publicando un fanzine y escenarios.
MMP intentó hacerse con los derechos del juego pero Avalon Hill no aceptó la oferta. Más tarde, en 1999, tras la venta de Avalon Hill a Hasbro, MMP pudo negociar satisfactoriamente la licencia de ASL con la nueva propietaria de los derechos del juego. Por el mismo acuerdo, MMP también desarrollaría, editaría y vendería otros títulos de la, ya antigua, Avalon Hill. En 2002, Multi-Man Publishing adquirió The Gamers incrementando ampliamente su catálogo de juegos con la adición de las series de juegos de esa editorial, que incluían las Standard Combat Series y Operational Combat Series entre otras.
MMP continuó con la publicación de la revista de The Gamers Operations Magazine, hasta 2011 en la que comenzaron una nueva revista llamada Special Ops. Ambas revistan hablan exclusivamente de los juegos, diseñadores y temáticas de juegos que publica MMP, de modo similar a la White Dwarf de Games Workshop.

## Juegos Publicados
Líneas de Juego (Series games) 
- Advanced Squad Leader
- Operational Combat Series
- International Game Series
- Tactical Combat Series
- Standard Combat Series
- Regimental Sub-Series
- Napoleonic Brigade Series
- Grand Tactical Series
- Civil War Brigade Series
- Area Movement Series
- G.C.A.C.W.
- Panzerblitz 2
- War Storm Series
- Variable Combat Series
- Line of Battle

Juegos Individuales (Non-series games) 
- Circus Minimus
- Lincoln's War
- The Kingdom of Heaven
- Shifting Sands